# Phoniscus jagorii
Phoniscus jagorii é uma espécie de morcego da família Vespertilionidae. Pode ser encontrada na Indonésia, Malásia, Filipinas, Tailândia, Vietnã e Laos.